# Gumanga
Gumanga ist ein ländlicher Verwaltungsbezirk (englisch Ward) des Distrikts Mkalama in der tansanischen Region Singida.

## Geografie
Gumanga ist ein Bezirk im nördlichen Zentralteil von Tansania etwa 65 Kilometer Luftlinie nördlich der Regionshauptstadt Singida. Bei der Volkszählung 2022 lebten 14.646 Menschen in 3052 Haushalten auf einer Fläche von 268 Quadratkilometern.
Der Bezirk grenzt im Westen an drei Bezirke des Distrikt Iramba und sonst an fünf Bezirke des Distrikts Mkalama:
| Kidaru     | Mpambala                                    | Ibaga   |
| Kisiriri   | Kompassrose, die auf Nachbargemeinden zeigt | Miganga |
| Kinampanda | Msingi                                      | Nduguti |

## Gliederung
Der Bezirk besteht aus fünf Gemeinden (swahili Mtaa) mit 30 Orten (Kitongoji):
| Gumanga - Madukani - Nguti - Uwogu - Tangankunde - Mpumbu - Yolanzogu A - Yolanzogu B - Mkola A - Mkola B | Mgimba - Lugadu - Msinsi - Kalulumando - Kigondo | Kisuluiga - Maelu - Ikyalo - Njungansanga - Njiapanda | Ikungu - Ikungu - Mkukuma - Mambwa - Msikitu A - Msikitu B - Kizigo - Migyali | Kinankamba - Nzwani - Kibigiri - Lulang’ombe - Kinankamba Kati - Mpongolo - Kinankamba B |

## Wirtschaft und Infrastruktur
- Holzwirtschaft: Im Bezirk wird in kleinem Umfang Forstwirtschaft betrieben.[7]
- Bildung: Die Gumanga Secondary School ist eine staatliche weiterführende Schule mit einer Ausbildung für Tagesschüler bis zur 4. Stufe.[8]
- Gesundheit: In der Gemeinde Gumanga liegt ein staatliches Gesundheitszentrum,[9] in Mgimba und Kinankamba je eine Apotheke.[10][11]